# Wilburgstetten

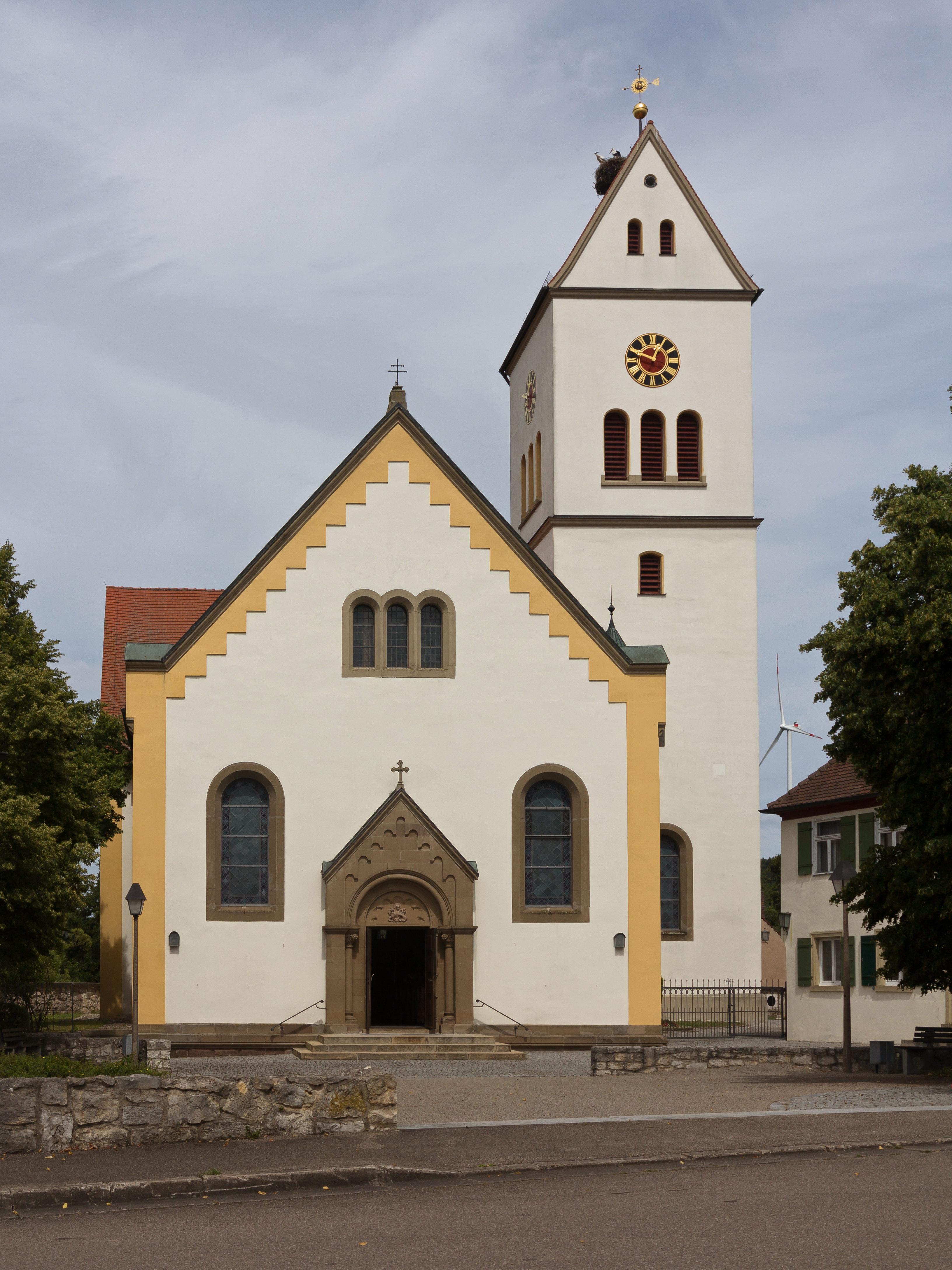
Wilburgstetten, la iglesia catolica (Kirche Sankt Margareta)

Wilburgstetten es un municipio situado en el distrito de Ansbach, en el estado federado de Baviera (Alemania). Tiene una población estimada, a fines de 2020, de 2141 habitantes.
Está ubicado al oeste del estado, en la región de Franconia Media, cerca de la ciudad de Ansbach y de la frontera con el estado de Baden-Wurtemberg. 